# Claudia Romani
Pour les articles homonymes, voir Romani (homonymie).
Claudia Romani, née le 14 avril 1982 à L'Aquila en Italie, est un mannequin. Elle est apparue sur des couvertures de magazines tels que GQ ou encore Maxim, et, en 2006, a même été élue l'une des 100 plus belles femmes du monde par l'édition danoise de FHM. Le 21 août 2015, elle participe à la 9e saison de l'émission de télé-réalité Secret Story, avec son petit ami de l'époque  Kevin Gleizes.

## Biographie
Claudia Romani déménage au Danemark à la  fin de son adolescence étudiant également en Angleterre.

### Vie professionnelle
Claudia Romani a fait l'objet d'articles dans des magazines tels que FHM (Espagne, Danemark, Turquie et Slovénie), GQ, Maxim (Italie et Grèce), Cosmopolitan (Royaume-Uni), Plus! (en), Vanity Fair (Italie) et Playboy Italie,. Elle est consultante pour Miami Life Magazine et y a été présentée plusieurs fois en couverture tout comme pour le  Semanario Argentino, Gente Sur et d'autres magazines. 
Elle apparaît dans des publicités pour Samsung, Toyota et Ford. Elle est apparue dans des émissions telles que Noche de Perros, ¡Despierta América! et Esta Noche Tu Night sur Mega TV.
En 2006, elle fait partie des 100 femmes les plus sexy au monde selon FHM Danemark. Elle remporte le titre de Miss Internet selon Clarence ainsi que celui des plus belles jambes du Danemark selon Q Magazine et en 2009, elle est la femme de l'année (Page 9) du journal danois Ekstra Bladet. En février 2013, elle fait partie des plus belles de l'année 2012 selon GQ Mexique,. En 2013, elle est l'une des 10 plus belles femmes italiennes selon Richest.org.
Elle est élue Best Body Bikini 2012 sur le site de VH1 dans la catégorie des mannequins, en battant Adriana Lima et Naomi Campbell. Ensuite, elle gagne au deuxième tour contre Selena Gomez puis au troisième tour 3 contre Drita D'Avanzo. Elle est en  finale contre Beyoncé ; Beyoncé l'emporte avec 52,88% des voix contre 47,12% pour Claudia. Trois des photos de Claudia font également partie du Top 100 des photos chaudes en bikini pour l'année 2012 selon VH1. Claudia remporte en 2014, le tournoi de mars de Mentality Magazine  battant 64 des plus belles femmes du monde.
En 2012, Claudia Romani  est la marraine du Gran Fondo Giro D'Italia, une course cycliste organisée par le Tour d'Italie et la Gazzetta dello Sport à Miami. En 2013, elle est à nouveau l'invitée d'honneur du Gran Fondo Giro D'Italia et voyage aux États-Unis en tant que porte-parole du Gran Fondo.  Elle apparaît également au Five Boro Bike Tour à New York  et l'Interbike (en)  à Las Vegas.
Elle participe a la Saison 9 de Secret Story en 2015 avec son petit ami et décide de quitter l’aventure au bout de 4 semaines pour rejoindre Kevin son petit ami de l'époque, éliminé de l’aventure la veille.

### Représentation de la commune de L'Aquila
Depuis 2013, Claudia est la marraine du club de football de sa ville d'origine, L'Aquila Calcio.
Par ailleurs, elle est également la porte-parole de Forza l'Aquila, l'équipe de rugby locale, en soutien à son village frappé par un séisme. En août 2013, elle est invitée par le Circolo Tennis L'Aquila, où son grand-père avait joué, pour une séance photographique, afin de soutenir le club, à la suite du séisme de 2009. 

### Vie personnelle
Claudia Romani vit depuis 2010 à Miami, en Floride. Elle est  végétarienne depuis l'âge de cinq ans. Elle a eu une brève relation avec le footballeur italien Filippo Inzaghi. 
En août 2013, elle participe, en équipe, au Starwest d'Arcachon (concours de pétanque).
Après avoir suivi une formation, elle obtient, en 2015, le diplôme d'arbitre de football en Italie.

## Source
- (en) Cet article est partiellement ou en totalité issu de l’article de Wikipédia en anglais intitulé « Claudia Romani » (voir la liste des auteurs).